# Сиренко, Владимир Владимирович
Владимир Владимирович Сиренко (укр. Володимир Володимирович Сіренко; род. 21 марта 1962, Симферополь) — украинский футбольный арбитр Первой национальной категории.

## Карьера арбитра
Владимир Сиренко начал работать футбольным арбитром в 1990 году, когда стал обслуживать матчи чемпионата региональных соревнований. Через три года, с 1993, Сиренко работал на любительском чемпионате Украины. Через год, с 1994, Владимир Сиренко стал обслуживать матчи на профессиональном уровне во Второй лиге Украины. С 1997 года Сиренко перевели в Первую лигу, где он проработал 5 лет. С 2002 по 2011 год обслуживал матчи наивысшего украинского дивизиона — Премьер-лиги.
После присоединения Крыма к России обслуживал матчи Премьер-лиги Крымского футбольного союза.